# Paper Giants: The Birth of Cleo
Paper Giants: The Birth of Cleo es una miniserie australiana que se estrenó el 17 de abril de 2011 por medio de la cadena ABC1 y terminó sus transmisiones el 18 de abril del mismo año.
La serie fue producida por John Edwards y Karen Radzyner, y contó con la participación de actores como Toby Schmitz, Rory Williamson, Sam Lyndon, Benedict Samuel, Rick Donald, entre otros...
En el 2012 se anunció que la serie tendría una secuela llamada "Paper Giants: The Magazine Wars" la cual fue protagonizada por Rachel Griffiths y Mandy McElhinney, y estrenada en el 2013.

## Historia
La serie siguió a Ita Buttrose y cómo creó la revista de moda "Cleo", también muestra la moda y la política durante la época.

## Personajes
| Actor                 | Personaje        | Trabajo                                  | Episodios |
| --------------------- | ---------------- | ---------------------------------------- | --------- |
| Asher Keddie          | Ita Buttrose     | Editora de la Revista "Cleo"             | 2         |
| Matt Day              | Daniel Ritchie   | Abogado                                  | 2         |
| Rob Carlton           | Kerry Packer     | Empresario                               | 2         |
| Jessica Tovey         | Leslie Carpenter | Secretaria                               | 2         |
| Ian Meadows           | Andrew Cowell    | Director de Arte Creativa de "Cleo"      | 2         |
| Maeve Dermody         | Rachel Carr      | Periodista                               | 2         |
| Annie Maynard         | Annie Woodham    | Escritora Principal de la Revista "Cleo" | 2         |
| Tony Barry            | Sir Frank Packer | Director del Diario "Daily Telegraph"    | 2         |
| Cheree Cassidy        | Ivana Holbrook   | Gerente de Ventas de "Cleo"              | 2         |
| Olivia Pigeot         | Rosina O’Casey   | Editora de Moda de "Cleo"                | 2         |
| Octavia Barron-Martin | Pat Nigra        | Escritora de "Cleo"                      | 2         |

### Otros Personajes
| Actor          | Personaje                | Trabajo    | Episodios |
| -------------- | ------------------------ | ---------- | --------- |
| Nathan Page    | Alasdair "Mac" Macdonald | -          | 2         |
| Simon Lyndon   | Jack Thompson            | Actor      | 2         |
| Rachel Chesham | Mandy Kennedy            | -          | 2         |
| Andrew Crabbe  | Clyde Packer             | Empresario | 2         |
| Richard Healy  | Graham Goodman           | -          | 2         |
| Jye MacDonald  | Stephen Berry            | -          | 2         |
| Russell Newman | Harry Chester            | -          | 2         |
| Janine Penfold | Miss Faircloth           | -          | 2         |
| Janneke Arent  | Bunkie King              | -          | 2         |

## Episodios
La miniserie estuvo conformada por dos episodios.

## Premios y nominaciones
| Año  | Categoría                                              | Premio                              | Nominado (a)                    | Resultado |
| ---- | ------------------------------------------------------ | ----------------------------------- | ------------------------------- | --------- |
| 2012 | Most Outstanding Actor                                 | Silver Logie Award                  | Rob Carlton                     | Ganó      |
| 2012 | Most Popular Actress                                   | Silver Logie Award                  | Asher Keddie                    | Ganó      |
| 2012 | Most Outstanding Actress                               | AACTA Award                         | Asher Keddie                    | Nominada  |
| 2012 | Most Outstanding Drama Series, Miniseries or Telemovie | AACTA Award                         | Paper Giants: The Birth of Cleo | Nominado  |
| 2012 | Best Lead Actor in a Television Drama                  | AACTA Award                         | Rob Carlton                     | Nominado  |
| 2012 | Best Lead Actress in a Television Drama                | AACTA Award                         | Asher Keddie                    | Nominada  |
| 2012 | Best Telefeature, Mini Series or Short Run Series      | AACTA Award                         | John Edwards & Karen Radzyner   | Nominados |
| 2012 | Best Direction in Television (episodio # 1)            | AACTA Award                         | Daina Reid                      | Nominada  |
| 2012 | Best Performance in a Television Drama                 | Switched On Audience Choice Award   | Asher Keddie                    | Ganó      |
| 2012 | Best Television Program                                | Switched On Audience Choice Award   | Paper Giants: The Birth of Cleo | Nominado  |
| 2011 | Best Screenplay                                        | Queensland Premier’s Literary Award | Christopher Lee                 | Ganó      |

## Producción
La miniserie fue producida por John Edwards y Karen Radzyner por Southern Star Entertainment en asociación con Screen NSW, Screen Australia y ABC TV.
La producción ejecutiva estuvo bajo el cargo de Carole Sklan y el guion fue escrito por Christopher Lee.
La primera parte de la serie obtuvo un rating de 1,2 millones de espectadores a nivel nacional ubicándolo como el quinto programa más visto de la noche y el octavo de la semana. La segunda parte fue vista por 11.346 millones de espectadores lo que lo clasificó como el segundo programa más visto de la semana y el más visto de la noche.
El programa fue objeto de un procedimiento legal por difamación presentado por el exesposo de Buttrose, Alasdair Macdonald quien estaba molesto en la forma en que se le había interpretado en la miniserie, sin embargo todo se solucionó cuando la ABC se disculpó con Alasdair diciendo que la interpretación de él no era real y que era ficticia.